# Glenn County
Glenn County är ett administrativt område i delstaten Kalifornien, USA. Den administrativa huvudorten (county seat) är Willows. År 2010 hade Glenn County 28 122 invånare. 

## Geografi
Enligt United States Census Bureau så har countyt en total area på 3 437 km². 3 405 km² av den arean är land och 32 km² är vatten. 

### Angränsande countyn
- Colusa County, Kalifornien - syd
- Lake County, Kalifornien - sydväst
- Mendocino County, Kalifornien - väst
- Tehama County, Kalifornien - nord
- Butte County, Kalifornien - öst